# Simning vid panamerikanska spelen 2019
Simning vid panamerikanska spelen 2019 avgjordes i Lima, Peru, under perioden 6–10 augusti 2019. Öppet vatten-simning hölls den 4 augusti i Laguna Bujama.

## Medaljsummering

### Medaljtabell
*   Värdland ( Peru)
| Nr                   | Nation               | Guld | Silver | Brons | Totalt |
| -------------------- | -------------------- | ---- | ------ | ----- | ------ |
| 1                    | USA                  | 21   | 16     | 8     | 45     |
| 2                    | Brasilien            | 11   | 9      | 13    | 33     |
| 3                    | Argentina            | 4    | 3      | 3     | 10     |
| 4                    | Kanada               | 1    | 8      | 6     | 15     |
| 5                    | Ecuador              | 1    | 0      | 0     | 1      |
| 6                    | Chile                | 0    | 1      | 0     | 1      |
| 6                    | Guatemala            | 0    | 1      | 0     | 1      |
| 8                    | Mexiko               | 0    | 0      | 6     | 6      |
| 9                    | Colombia             | 0    | 0      | 1     | 1      |
| 9                    | Trinidad och Tobago  | 0    | 0      | 1     | 1      |
| Totalt (10 nationer) | Totalt (10 nationer) | 38   | 38     | 38    | 114    |

### Medaljörer

#### Damernas grenar
| Damernas grenar                | Guld | Guld         | Silver | Silver    | Brons | Brons     |
| 50 m frisim Detaljer...        | Etiene Medeiros · Brasilien                                                                                                   | 24,88        | Margo Geer · USA | 25,03     | Madison Kennedy · USA | 25,14     |
| 100 m frisim Detaljer...       | Margo Geer · USA | 54,17        | Alexia Zevnik · Kanada | 55,04     | Larissa Oliveira · Brasilien | 55,25     |
| 200 m frisim Detaljer...       | Claire Rasmus · USA | 1.58,64      | Meaghan Raab · USA | 1.58,70   | Larissa Oliveira · Brasilien | 1.59,78   |
| 400 m frisim Detaljer...       | Delfina Pignatiello · Argentina                                                                                               | 4.10,86      | Danica Ludlow · Kanada | 4.11,97   | Alyson Ackman · Kanada | 4.12,05   |
| 800 m frisim Detaljer...       | Delfina Pignatiello · Argentina                                                                                               | 8.29,42      | Mariah Denigan · USA | 8.34,18   | Viviane Jungblut · Brasilien | 8.36,04   |
| 1 500 m frisim Detaljer...     | Delfina Pignatiello · Argentina                                                                                               | 16.16,54     | Kristel Köbrich · Chile | 16.18,19  | Rebecca Mann · USA | 16.23,23  |
|                                | |              | |           | |           |
| 100 m ryggsim Detaljer...      | Phoebe Bacon · USA | 59,47        | Danielle Hanus · Kanada | 1.00,34   | Etiene Medeiros · Brasilien | 1.00,67   |
| 200 m ryggsim Detaljer...      | Alexandra Walsh · USA | 2.08,30      | Isabelle Stadden · USA | 2.08,39   | Mackenzie Glover · Kanada | 2.10,95   |
|                                | |              | |           | |           |
| 100 m bröstsim Detaljer...     | Anne Lazor · USA | 1.06,94      | Julia Sebastián · Argentina | 1.07,09   | Faith Knelson · Kanada | 1.07,42   |
| 200 m bröstsim Detaljer...     | Anne Lazor · USA | 2.21,40 0MR0 | Bethany Galat · USA | 2.21,84   | Julia Sebastián · Argentina | 2.25,43   |
|                                | |              | |           | |           |
| 100 m fjärilsim Detaljer...    | Kendyl Stewart · USA | 58,49        | Danielle Hanus · Kanada | 58,93     | Sarah Gibson · USA | 59,11     |
| 200 m fjärilsim Detaljer...    | Virginia Bardach · Argentina                                                                                                  | 2.10,87      | Mary-Sophie Harvey · Kanada | 2.11,68   | Meghan Small · USA | 2.12,51   |
|                                | |              | |           | |           |
| 200 m medley Detaljer...       | Alexandra Walsh · USA | 2.11,24      | Meghan Small · USA | 2.11,36   | Bailey Andison · Kanada | 2.14,14   |
| 400 m medley Detaljer...       | Tessa Cieplucha · Kanada | 4.39,90      | Virginia Bardach · Argentina | 4.41,05   | Mary-Sophie Harvey · Kanada | 4.43,20   |
|                                | |              | |           | |           |
| 4 × 100 m frisim Detaljer...   | USA · Lia Neal · Claire Rasmus · Kendyl Stewart · Margo Geer                                                                  | 3.39,59      | Brasilien · Etiene Medeiros · Larissa Oliveira · Manuella Lyrio · Daynara de Paula                                                                  | 3.40,39   | Kanada · Alyson Ackman · Kyla Leibel · Katerine Savard · Alexia Zevnik                                                                                                 | 3.41,01   |
| 4 × 200 m frisim Detaljer...   | USA · Claire Rasmus · Alexandra Walsh · Sarah Gibson · Meaghan Raab                                                           | 7.57,33      | Kanada · Alyson Ackman · Katerine Savard · Danica Ludlow · Mary-Sophie Harvey                                                                       | 7.59,16   | Brasilien · Aline Rodrigues · Larissa Oliveira · Manuella Lyrio · Gabrielle Roncatto                                                                                   | 8.07,77   |
| 4 × 100 m medley Detaljer...   | USA · Phoebe Bacon · Anne Lazor · Kendyl Stewart · Margo Geer · Isabelle Stadden* · Molly Hannis* · Sarah Gibson* · Lia Neal* | 3.57,64      | Kanada · Danielle Hanus · Faith Knelson · Haley Black · Alexia Zevnik · Mackenzie Glover* · Mary-Sophie Harvey* · Katerine Savard* · Alyson Ackman* | 4.01,90   | Brasilien · Etiene Medeiros · Jhennifer Conceição · Giovanna Diamante · Larissa Oliveira · Fernanda de Goeij* · Pâmela de Souza* · Daynara de Paula* · Manuella Lyrio* | 4.04,96   |
|                                | |              | |           | |           |
| 10 km öppet vatten Detaljer... | Ana Marcela Cunha · Brasilien                                                                                                 | 2:00.51,9    | Cecilia Biagioli · Argentina | 2:01.23,2 | Viviane Jungblut · Brasilien | 2:01.24,0 |

* Deltog endast i försöksheatet men fick ändå motta medalj.

#### Herrarnas grenar
| Herrarnas grenar               | Guld | Guld         | Silver | Silver    | Brons | Brons     |
| 50 m frisim Detaljer...        | Bruno Fratus · Brasilien                                                                                                 | 21,61        | Nathan Adrian · USA | 21,87     | Michael Chadwick · USA | 21,99     |
| 100 m frisim Detaljer...       | Marcelo Chierighini · Brasilien                                                                                          | 48,09        | Nathan Adrian · USA | 48,17     | Michael Chadwick · USA | 48,88     |
| 200 m frisim Detaljer...       | Fernando Scheffer · Brasilien                                                                                            | 1.46,68      | Breno Correia · Brasilien | 1.47,47   | Drew Kibler · USA | 1.47,71   |
| 400 m frisim Detaljer...       | Andrew Abruzzo · USA | 3.48,41      | Fernando Scheffer · Brasilien | 3.49,60   | Luiz Altamir Melo · Brasilien                                                                                                | 3.49,91   |
| 800 m frisim Detaljer...       | Andrew Abruzzo · USA | 7.54,70      | Miguel Valente · Brasilien | 7.56,37   | Ricardo Vargas · Mexiko | 7.56,78   |
| 1 500 m frisim Detaljer...     | Guilherme Costa · Brasilien                                                                                              | 15.09,93     | Nicholas Sweetser · USA | 15.14,24  | Ricardo Vargas · Mexiko | 15.14,99  |
|                                | |              | |           | |           |
| 100 m ryggsim Detaljer...      | Daniel Carr · USA | 53,50        | Guilherme Guido · Brasilien | 53,54     | Dylan Carter · Trinidad och Tobago                                                                                           | 54,42     |
| 200 m ryggsim Detaljer...      | Daniel Carr · USA | 1.58,13      | Nick Alexander · USA | 1.58,30   | Leonardo de Deus · Brasilien                                                                                                 | 1.58,73   |
|                                | |              | |           | |           |
| 100 m bröstsim Detaljer...     | João Gomes Júnior · Brasilien                                                                                            | 59,51        | Cody Miller · USA | 59,57     | Kevin Cordes · USA | 1.00,27   |
| 200 m bröstsim Detaljer...     | Will Licon · USA | 2.07,62 0MR0 | Nicolas Fink · USA | 2.08,16   | Miguel de Lara · Mexiko | 2.11,23   |
|                                | |              | |           | |           |
| 100 m fjärilsim Detaljer...    | Tom Shields · USA | 51,59        | Luis Martínez · Guatemala | 51,63     | Vinicius Lanza · Brasilien                                                                                                   | 51,88     |
| 200 m fjärilsim Detaljer...    | Leonardo de Deus · Brasilien                                                                                             | 1.55,86      | Samuel Pomajevich · USA | 1.57,35   | Jonathan Gómez · Colombia | 1.57,75   |
|                                | |              | |           | |           |
| 200 m medley Detaljer...       | Will Licon · USA | 1.59,13      | Caio Pumputis · Brasilien | 2.00,12   | Leonardo Coelho Santos · Brasilien                                                                                           | 2.00,29   |
| 400 m medley Detaljer...       | Charlie Swanson · USA | 4.11,46      | Leonardo Coelho Santos · Brasilien | 4.19,41   | Brandonn Almeida · Brasilien                                                                                                 | 4.21,10   |
|                                | |              | |           | |           |
| 4 × 100 m frisim Detaljer...   | Brasilien · Breno Correia · Marcelo Chierighini · Bruno Fratus · Pedro Spajari                                           | 3.12,61 0MR0 | USA · Michael Chadwick · Drew Kibler · Grant House · Nathan Adrian                                                                                              | 3.14,94   | Mexiko · Gabriel Castaño · Daniel Ramírez · Jorge Iga · Long Gutiérrez                                                       | 3.17,70   |
| 4 × 200 m frisim Detaljer...   | Brasilien · Luiz Altamir Melo · Fernando Scheffer · João de Lucca · Breno Correia                                        | 7.10,66 0MR0 | USA · Drew Kibler · Grant House · Samuel Pomajevich · Christopher Wieser                                                                                        | 7.14,82   | Mexiko · Jorge Iga · Long Gutiérrez · José Martínez · Ricardo Vargas                                                         | 7.19,43   |
| 4 × 100 m medley Detaljer...   | USA · Daniel Carr · Nicolas Fink · Tom Shields · Nathan Adrian · Nicholas Alexander* · Matthew Josa* · Michael Chadwick* | 3.30,25 0MR0 | Brasilien · Guilherme Guido · João Gomes Júnior · Vinicius Lanza · Marcelo Chierighini · Leonardo de Deus* · Felipe Lima* · Luiz Altamir Melo* · Breno Correia* | 3.30,98   | Argentina · Agustin Hernandez · Gabriel Morelli · Santiago Grassi · Federico Grabich · Nicolas Deferrari* · Guido Buscaglia* | 3.38,41   |
|                                | |              | |           | |           |
| 10 km öppet vatten Detaljer... | Esteban Enderica · Ecuador                                                                                               | 1:53.46,7    | Taylor Abbott · USA | 1:54.02,7 | Victor Colonese · Brasilien                                                                                                  | 1:54.03,6 |

* Deltog endast i försöksheatet men fick ändå motta medalj.

#### Mixade grenar
| Mixade grenar                | Guld | Guld    | Silver | Silver  | Brons | Brons   |
| 4 × 100 m frisim Detaljer... | USA · Michael Chadwick · Nathan Adrian · Claire Rasmus · Margo Geer · Andrew Abruzzo* · Charles Swanson* · Madison Kennedy* · Ali DeLoof*                             | 3.24,84 | Brasilien · Breno Correia · Marcelo Chierighini · Larissa Oliveira · Etiene Medeiros · João de Lucca* · Pedro Spajari* · Lorrane Ferreira* · Camila Mello* | 3.25,97 | Mexiko · Daniel Ramírez · Jorge Iga · Monika González-Hermosillo · María Mata · Tayde Revilak* · Marie Condé* · José Martínez Gómez*                                | 3.31,36 |
| 4 × 100 m medley Detaljer... | Brasilien · Guilherme Guido · João Gomes Júnior · Giovanna Diamante · Larissa Oliveira · Jhennifer Conceição* · Manuella Lyrio* · Leonardo de Deus* · Vinicius Lanza* | 3.48,61 | Kanada · Javier Acevedo · James Dergousoff · Danielle Hanus · Alexia Zevnik · Haley Black* · Kyla Leibel*                                                  | 3.49,97 | Argentina · Andrea Berrino · Julia Sebastian · Santiago Grassi · Federico Grabich · Virginia Bardach* · Florencia Perotti* · Lautaro Rodriguez* · Roberto Strelkov* | 3.50,53 |

* Deltog endast i försöksheatet men fick ändå motta medalj.